# Fabrique Rolland
La fabrique Rolland est une usine située au Caire, en France.

## Description
La fabrique de plâtre du Caire était un des rares moulins à plâtre à traction animale.

## Localisation
L'usine est située sur la commune du Caire, dans le département français des Alpes-de-Haute-Provence.

## Historique
L'édifice est inscrit au titre des monuments historiques en 1996.
Il a été construit en 1896 et agrandi en 1930.